# Ричард Бакет
Ричард Бакет је измишљени лик у британској серији комедије ситуације Keeping Up Appearances (значење: Одржавање угледа), кога глуми Клајв Свифт. Он је сталожен и миран муж Хајасинт Бакет, која инсистира да се њихово презиме чита „Букеј“. Он своје презиме чита као и сви други. За разлику од Хајасинт, Ричард је задовољан обичним начином живота и нема жеље да се креће у аристократским круговима.
Ричард воли свог пашенога Онзлоуа и свастике Дејзи и Роуз. Више воли да је у њиховом него у друштву друге Хајасинтине сестре Вајолет (што се закључује у последњој епизоди када каже да се Вајолет „стално жали“, супротно од Онзлоуове и Дејзине ведрости). Онзлоуа прихвата као део поридице без обзира на њихов друштвени статус, а увек покушава да га представи у добром светлу.
Онзлоу се саосећа са Ричардом (кога зове „Дики"), знајући да га Хајасинт кињи дан и ноћ. Једанпут чак покушава и да га спаси тако што га води у паб где играју билијар и неколико пива. Други ликови из серије такође се саосећају са Ричардом: њихов комшија Емет каже да је Ричард „доказ да је човек неуништив“, притом алудирајући на све оно што мора да ради за Хајасинт.
На почетку треће сезоне, Ричард је приморан да се повуче у превремену пензију са својег посла чиновника у месној заједници. Неке колеге су му позавиделе на томе, док се нису сетиле да ће своју пензију морати да проведе са Хајасинт.
Ричард истински воли Хајасинт, упркос њених мана, али тачно зашто не може да објасни осталим људима. У добром смислу напомиње да је живети са Хајасинт као време које је провео у војсци, сваки дан му је испланиран и не мора да доноси одлуке (на шта је парох рекао: „Али у војсци се може бити само тридесет година!")
Ричард и Хајасинт имају сина по имену Шеридан, а када се узму у обзир његови чести захтеви за новцем и Хајасинтин материјалистички поглед на свет, јасно је да је Ричардов новчаник понекад празан. Он са сином никада не прича телефоном, а сваки пут му је јасно да зове због новца (што Хајасинт никада не схвати, јер то не очекује од свог драгог сина). Ипак, Ричард се прибојава за Шеридана и полако схвата да је можда хомосексуалац.